# Lavriv, Luțk
Lavriv (în ucraineană Лаврів) este o comună în raionul Luțk, regiunea Volînia, Ucraina, formată numai din satul de reședință.

## Demografie
Componența lingvistică a satului Lavriv
     Ucraineană (98,2%)
     Rusă (1,8%)
Conform recensământului din 2001, majoritatea populației satului Lavriv era vorbitoare de ucraineană (98,2%), existând în minoritate și vorbitori de rusă (1,8%).